# Quercus falcata
Quercus falcata е вид растение от семейство Букови (Fagaceae). Видът е незастрашен от изчезване.

## Разпространение
Quercus falcata е разпространен в източната и южната централна част на Съединените щати. Среща се в сухи или пясъчни планински местности от южната част на Ню Йорк (Лонг Айлънд) на юг до централните части на Флорида и на запад до Мисури, Оклахома и Тексас.